# When the Clouds Roll By
When the Clouds Roll By és una pel·lícula muda dirigida per Victor Fleming (la seva primera pel·lícula i protagonitzada per Douglas Fairbanks, en la seva segona pel·lícula per a la United Artists. Es va estrenar el 29 de desembre del 1919.

## Argument
Daniel Boone Brown és un jove supersticiós de Nova York, víctima del complot en interès de la ciència d'un psiquiatre boig, el Dr. Ulrich Metz. Aquest, amb l'ajuda de diferents ajudants, li provoca una sèrie de situacions de mala sort intentant que Daniel es suïcidi. La seva feina de corredor de borsa es veu amenaçada per desgràcies que aparentment provenen de miralls trencats, gats negres o coses similars. Una vegada que Daniel creu que la seva mala sort és deguda a un anell d'òpals el llença al parc, on el recull Lucette Bancroft, una artista de Greenwich Village. Immediatament l'amor sorgeix entre ells dos.
Mark Drake, un antic pretendent, és copropietari d'unes terres a Oklahoma amb l'oncle de Lucette que semblen ser riques en petroli. Amb l'ajuda de l'oncle de Daniel aconsegueix reconquerir la noia amb l'objectiu de fer-se l'amo únic dels terrenys. Daniel descobreix el complot del doctor Metz i la seva bogeria i surt a la recerca de la noia que ha marxat amb Drake a casa dels pares. Daniel aconsegueix recuperar l'amor de Lucette però es produeix una riuada enorme. El nostre heroi rescata la noia del sostre d'una casa i aprofita que a la deriva passa un capellà per a que els casi.

## Repartiment
- Douglas Fairbanks (Daniel Boone Brown)
- Kathleen Clifford (Lucette Bancroft)
- Frank Campeau (Mark Drake)
- Ralph Lewis (Curtis Brown)
- Daisy Jefferson (Bobby De Vere)
- Bull Montana (el malson)
- Herbert Grimwood (Dr. Ulrich Metz)
- Albert MacQuarrie (Hobson)
- Victor Fleming (ell mateix)
- Thomas J. Geraghty (ell mateix)
- William C. McGann (ell mateix)
- Harris Thorpe (ell mateix)
- Babe London (operadora)